# Morrie Turner
Pour les articles homonymes, voir Turner.
Moorie Turner (né le 11 décembre 1923 à Oakland et le mort le 25 janvier 2014 à Sacramento) est un auteur de bande dessinée afro-américain, créateur en 1965 de Wee Pals, premier comic strip américain dont les personnages principaux sont issus de minorités ethniques.

## Biographie
Morrie Turner naît le 11 décembre 1923 et est élevé à Oakland en Californie,. Il étudie à la McClymonds High School à Oakland puis à la Berkeley High School,.
Morrie Turner étudie le dessin en suivant des cours par correspondance. Durant la Seconde Guerre mondiale, il travaille comme mécanicien dans son régiment. Il dessine aussi des illustrations pour le journal militaire Stars and Stripes. Après la guerre il sert dans la police d'Oakland. Parallèlement il crée le comic strip Baker's Helper. Il épouse Letha Mae Harvey le 6 avril 1946 avec qui il a un fils, Morrie Jr,
Lors d'une discussion avec Charles Schulz, le créateur des Peanuts, il s'étonne de l'absence de comic strips mettant en scène des personnages noirs. Shulz lui suggère d'en créer un, ce qu'il fait avec la série Dinky Fellas. Cette série où tous les personnages sont noirs n'est publiée que dans un seul journal, le Chicago Defender. Turner modifie le strip et le renomme Wee Pals en 1965. Celui-ci devient le premier strip américain syndiqué dans lequel les personnages sont issus de diverses minorités. Si au début le strip est diffusé dans seulement cinq journaux, après l'assassinat de Martin Luther King en 1968, il est diffusé dans 100 journaux. Avec son épouse il crée un supplément hebdomadaire à Wee Pals intitulé « Soul Corner ». En 1972-73, le strip est adapté sous forme de série à la télévision sous le titre Wee Pals on the Go et est diffusé par la chaîne KGO-TV, filiale de ABC à San Francisco. Au fil des années, Turner ajoute des personnages d'origines diverses et un enfant handicapé.
Turner meurt le 25 janvier 2014 à l'âge de 90 ans.
Début 2019, le jury des prix Eisner annonce son inscription au temple de la renommée Will Eisner à titre posthume lors de la cérémonie de remise des prix prévue le 19 juillet 2019 au Comic-Con de San Diego.

## Prix et récompenses
- 1981 : Prix Inkpot
- 2000 : Prix Sparky du Cartoon Art Museum
- 2004 : Prix Milton Caniff
- 2012 : Prix humanitaire Bob Clampett
- 2019 : Inscrit au temple de la renommée Will Eisner, pour l'ensemble de son œuvre (à titre posthume)

### Wee Palscollections
- Wee Pals That "Kid Power" Gang in Rainbow Power (Signet Books, 1968)
- Wee Pals (Signet Books, 1969) — introduction by Charles M. Schulz
- Kid Power (Signet Books, 1970)
- Nipper (Westminster Press, 1971)
- Nipper's Secret Power (Westminster Press, 1971)  (ISBN 978-0-664-32498-8)
- Wee Pals: Rainbow Power (Signet Books, 1973)
- Wee Pals: Doing Their Thing (Signet Books, 1973)
- Wee Pals' Nipper and Nipper's Secret Power (Signet Books, 1974)
- Wee Pals: Book of Knowledge (Signet Books, 1974)  (ISBN 0451058003)
- Wee Pals: Staying Cool (Signet Books, 1974)  (ISBN 0451060768)
- Wee Pals: Funky Tales (New American Library, 1975)
- Wee Pals: Welcome to the Club (Rainbow Power Club Books, 1978)
- Choosing a Health Career: Featuring Wee Pals, the Kid Power Gang (Dept. of Health, Education, and Welfare, Public Health Service, Health Resources Administration, 1979)
- Wee Pals: A Full-Length Musical Comedy for Children or Young Teenagers (The Dramatic Publishing Company, 1981)
- Wee Pals Make Friends with Music and Musical Instruments: Coloring Book (Stockton Symphony Association, 1982)
- Wee Pals, the Kid Power Gang: Thinking Well (Ingham County Health Department, 1983)
- Wee Pals Doing the Right Thing Coloring Book (Oakland Police Department, 1991)
- Explore Black History with Wee Pals (Just us Books, 1998)  (ISBN 0940975793)
- The Kid Power Gang Salutes African-Americans in the Military Past and Present (Conway B. Jones, Jr., 2000)

### Willis and his Friends
- Ser un Hombre (Lear Siegler/Fearon Publishers, 1972)  (ISBN 0822474271)
- Prejudice (Fearon, 1972) ASIN B00071EIOG
- The Vandals (Fearon, 1974) ASIN B0006WJ9JU

### Autres livres
- A Funny Thing Happened on the Way to Freedom (Ross Simmons, 1967)
- Black and White Coloring Book (Troubadour Press, 1969) — written with Letha Turner
- Right On (Signet Books, 1969)
- Getting It All Together (Signet Books, 1972)
- Where's Herbie? A Sickle Cell Anemia Story and Coloring Book (Sickle Cell Anemia Workshop, 1972)
- Famous Black Americans (Judson Press, 1973)  (ISBN 0817005919)
- Happy Birthday America (Signet Book, 1975)
- All God's Chillun Got Soul (Judson Press, 1980)  (ISBN 0817008926)
- Thinking Well (Wisconsin Clearing House, 1983)
- Black History Trivia: Quiz and Game Book (News America Syndicate, 1986)
- What About Gangs? Just Say No! (Oakland Police Department, 1994)
- Babcock (Scholastic, 1996) — by John Cottonwood and Morrie Turner,  (ISBN 059022221X)
- Mom Come Quick (Wright Pub Co., 1997) — by Joy Crawford and Morrie Turner,  (ISBN 0965236838)
- Super Sistahs: Featuring the Accomplishments of African-American Women Past and Present (Bye Publishing Services, 2005),  (ISBN 0965673952)